# モティア

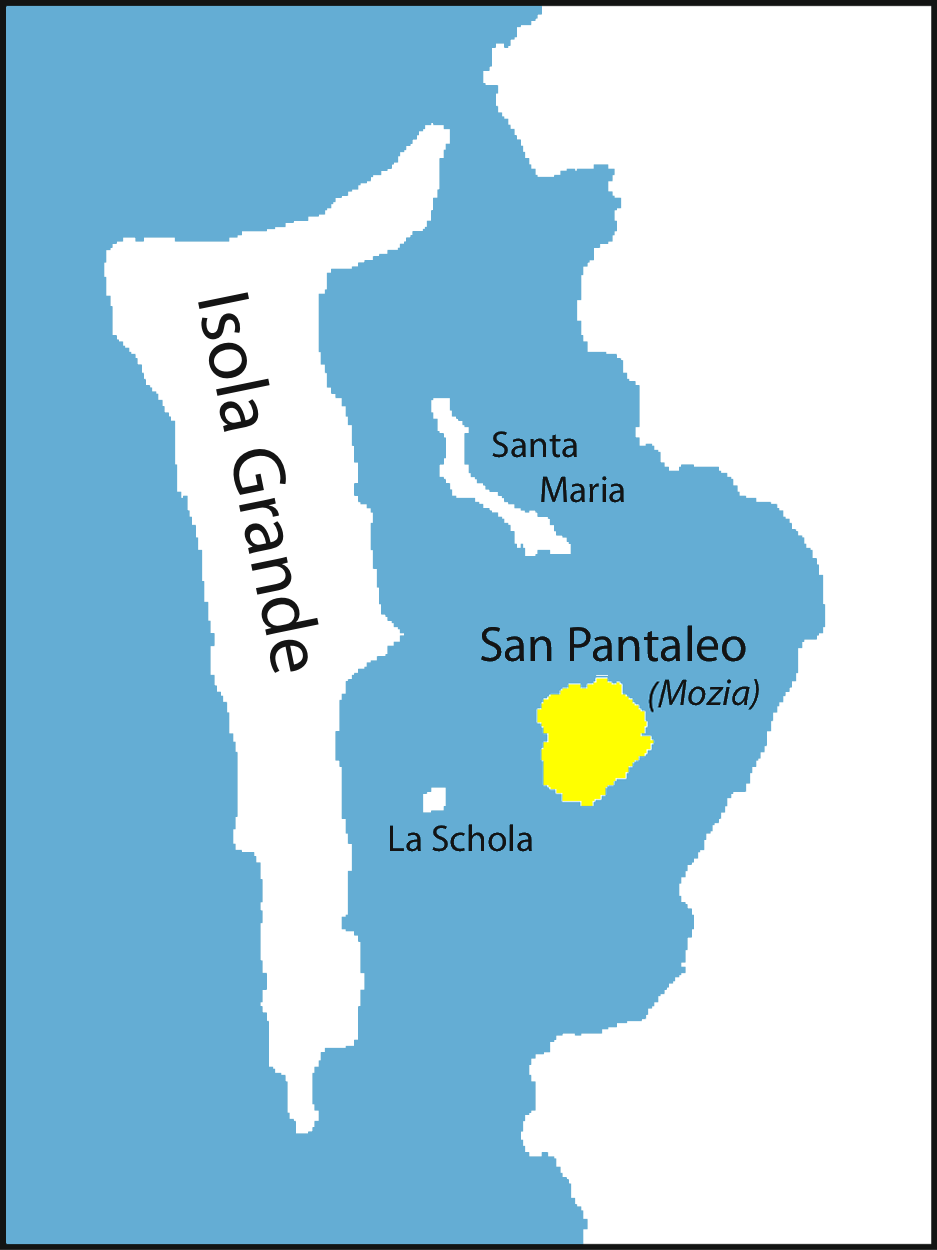
モティアの位置

モティア（古代ギリシア語: Μοτύη, Μοτύα; イタリア語: Mozia, Mothia; シチリア語: Mozzia）はシケリア（シチリア島）西部のマルサーラ沖の島にあった古代都市国家であり、現在はモツイィア島と呼ばれている。11世紀にバシレイオス派修道僧により「サン・パンタレオ島」と命名され、現在でもその名前で呼ばれることもある。島の周囲はラグーンとなっている。
フェニキア人の殖民都市であり、紀元前398年にシュラクサイのディオニュシオス1世に破壊されるまで、400年間にわたって繁栄した。
島の大きさは長さ850メートル、幅750メートル程度で、シケリア本島からは1キロメートル程離れている。古代には石で舗装された陸橋でシケリア本島とつながっており、大きな車輪を持ったチャリオットでも簡単に渡れるようになっていた。この陸橋の跡は現在でも海中に確認できる。
1979年に優美な「モティアの若者」の大理石像が発見され、現在では世界的にも有名になっている。この像はジュゼッペ・ウィテカー博物館に展示されている。

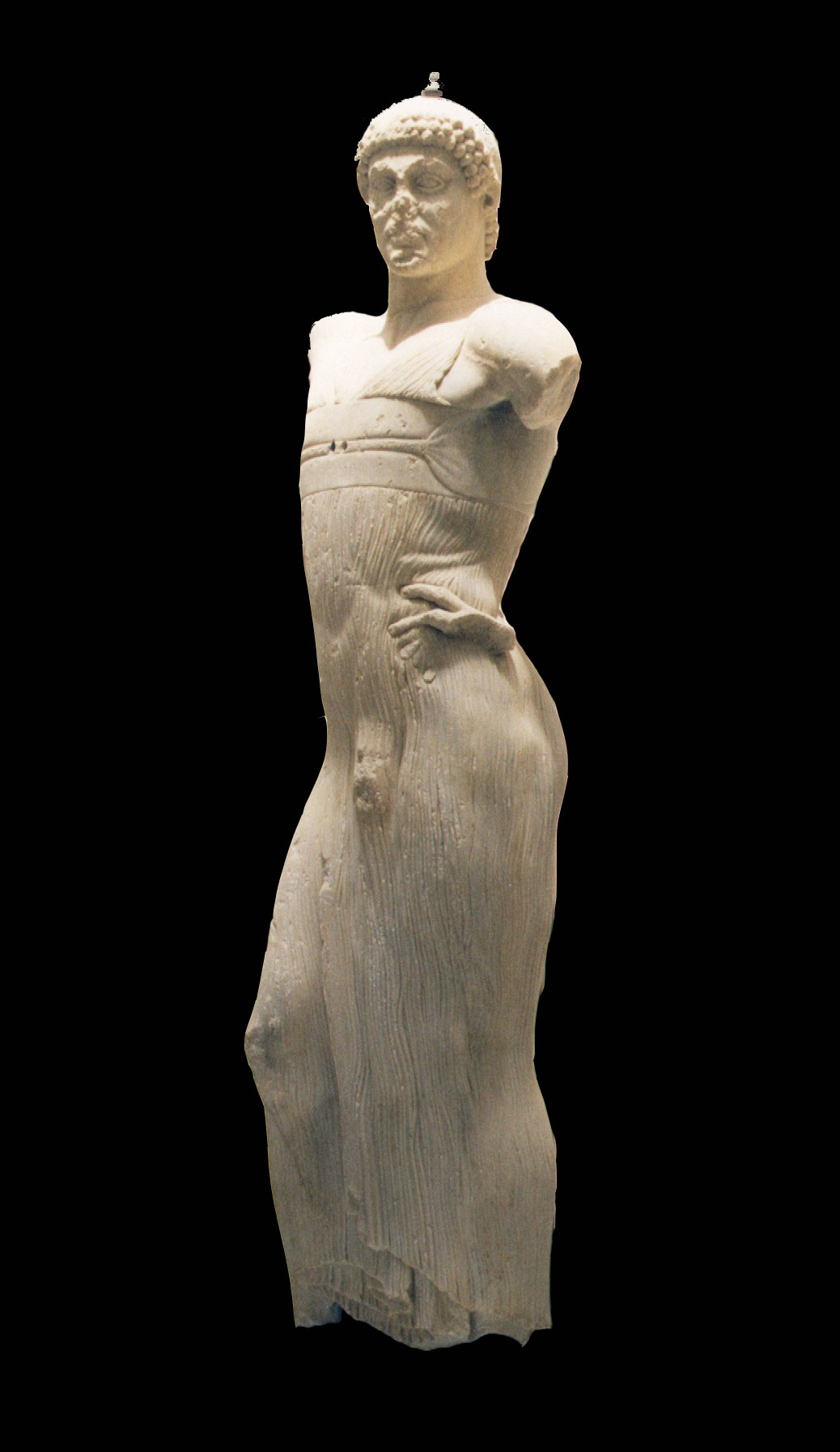
モティアの若者の大理石像（紀元前5世紀頃）

## 歴史
モティアの建設は、おそらく紀元前8世紀と思われる。カルタゴ建設（紀元前814年とされる）の約100年後にあたる。最初に殖民したのはフェニキア人であり、当初は単なる交易拠点に過ぎなかったが、徐々に発展し重要な都市となった。フェニキア人は彼らが「モティア」と呼んだ荒れ果てた島を、ラグーンと城壁で守られた、当時としては最も裕福な都市へと発展させた。町は城壁の外にあり、城壁の中には貯水池などがあった。風車と塩田が海水の蒸発と塩の精製に用いられたが、同時にラグーンと島自身の状態も保たれた。近年「Ettore Infersa」と呼ばれる風車と塩田が復元され、一般公開されている。
発見されたモティアのコインには、フェニキア文字で「Mtw」と刻まれており（フェニキア文字は母音を文字で表さないため、実際にどのように発音されていたかは不明である）、これは「毛糸車の中心」と言う意味である。しかしギリシア人は都市に伝説と関連する名前をつける慣習をもっていたため、ヘラクレスと関連した寓話に出てくる「モティア」という女性の名前で呼んだ。その後シチリアの他のフェニキア人都市と同様に、カルタゴに従属するようになった。ディオドロスはモティアをカルタゴの殖民都市と呼んでいるが、厳密にはこれは正しくない。
フェニキア人は当初シケリア全土に貿易拠点を作っていたが、ギリシア人の殖民都市が増えてくると、ギリシア都市近くの拠点を放棄して最終的にはソルス（現在のサンタ・フラーヴィアのソルントゥム遺跡）、パノルムス（現在のパレルモ）およびモティア3つの都市に集中して居住するようになった。中でもモティアはカルタゴに近いこととその立地条件のため、カルタゴの最大拠点であると同時に、シケリアで最も重要な商業都市となった。モティアが破壊された後には、その近郊に建設されたリルバイオン（現在のマルサーラ）が同様の役割を果たした。
このような重要性と繁栄にもかかわらず、有名なモティア包囲戦の直前になるまで、モティアの名前は歴史にほとんど登場しない。モティアに関する最初の記述はミレトスのヘカタイオスによるものであり、トゥキディデスは紀元前415年のアテナイのシケリア遠征の時点においてもシチリアのフェニキア人都市の指導的立場にあると述べている。その数年後の紀元前409年にハンニバル・マゴがカルタゴ陸軍を率いてシケリアに上陸しているが、セリヌス（現在のマリネラ・ディ・セリヌンテ）攻撃のために陸軍を海岸沿いに進軍させた際にも（セリヌス包囲戦）、その艦隊は安全のためにモティアを囲む湾内に停泊させたままにしていた。セリヌスが陥落した後、シュラクサイを追放されていたヘルモクラテスとその支援者が、セリヌスを根拠にモティアやパノルムス含むカルタゴ支配領域に度々襲撃を行っていた。これに対抗するために紀元前407年にハミルカルが率いるカルタゴ軍がシケリアに派遣されるが、その際にもモティアとパノルムスがカルタゴ海軍の根拠地として使われている。

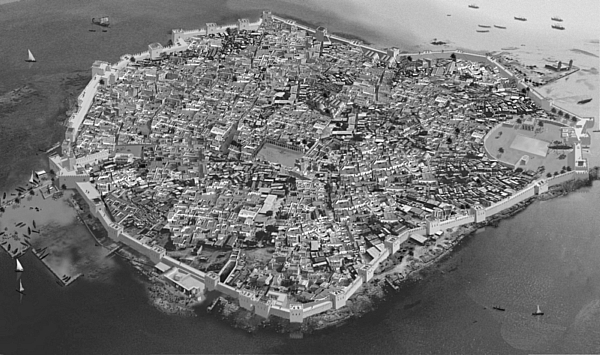
紀元前5世紀のモティアの復元図

### モティア包囲戦
その重要性のために、シュラクサイのディオニュシオス1世は紀元前398年にシチリア西部のカルタゴ領を侵略しモティアの占領を試みた。モティア市民はカルタゴの支援に依存していたために、シケリアとの陸橋を破壊して時間を稼ぎ、抗戦の準備を行った。ディオニュシオスは時間と労力を費やして陸橋を修復し、その攻城兵器（特に大型弩弓（オクシュペレス）が使われたのは歴史上これが最初であった）を城壁に接近させた。しかしその時点でさえも、モティア市民は激しく抵抗した。城壁と櫓が圧倒的な敵兵に突破された後でも、道路から道路、家から家へと戦いを続けた。この強固な抵抗は、シケリア・ギリシア人がカルタゴ人対して持っていた憤激を増しただけであった。ディオニシオスの兵士達が街を支配化におくと、モティアの生存者は男女、子供を問わず殺害された。
その後、ディオニュシオスはビトンという名前の指揮官の下に守備兵を配置し、また弟のレプティネスに艦隊を率いさせモティアをその基地とした。しかし翌紀元前398年、ヒミルコが率いるカルタゴの大軍がパノルムスに上陸し、大きな抵抗も受けずにモティアを奪還した。しかしモティアはかつての重要性を取り戻すことはなかった。ヒミルコはシケリア本島のリルバイオンが有利と見て、そこに新しい都市を建設した。数少ないモティアの生存者もリルバイオンに移住した。
このとき以来、モティアは歴史から消え去った。モティアがあった島に住むのは、少数の漁民だけとなった。第一次ポエニ戦争中に共和政ローマがシケリアを占領した際にも、モティアはリルバイオン（後にローマがリルバイウムと改名）の影に隠れた存在に過ぎなかった。
モティアがギリシア人を受け入れた、あるいはディオニュシオスによる征服前にギリシア人の手に渡ったという証拠はないが、ギリシア神話の「モティアイオン」の名が刻まれたコインが存在するのは事実である。しかしその数は非常に少なく、また明らかに近隣のセゲスタ（現在のセジェスタ）のものを模倣したものである。

### 中世
中世の間にバシレイオス派修道僧が島に住み、「サン・パンタレオ島」と名づけた。1888年になって、ジョセフ・ウィタカー（en）によって、モティアは再発見された。

## 現在の状況
モティアの場所はかつては諸説あったが、19世紀にウィリアム・ヘンリー・スミスによって特定・記述されている。
マルサーラのBoéo岬とサン・テオドロ岬の間の海岸は大きく湾曲しており、スタグノーネと呼ばれる低い岩石質の小島がつらなっている。この中のひとつで、シチリア本島に近いのがサン・パンタレオ島（モツィア島）で、現在でも古代の遺跡を鮮明に確認できる。城門跡を含む城壁の跡も現存し、レンガや陶器の破片と共にコインも島のあちこちに散らばっている。島の周囲は2.5キロメートル程度で、少数の漁民が居住しているだけであるが、土地の生産力にかけている訳ではない。
1906年から始まったウィタカーによる発掘は1929年まで続き、サン・パンタレオ島が古代モティアであることを証明した。限られた土地に街が建設されたためであるが、建物跡からは堅固な高層建築が建てられていたことが分かる。道路も狭い。これはモティア包囲戦の際に激しい市街戦を可能にしたというディオドロスの記述と一致している。
モツィア島は現在マルサーラ・ワインで有名なパレルモのウィタカー財団によって運営されている。島にはフェリーで渡ることができ、小さな博物館とよく保存された遺跡がある。モティアの遺物は、エジプト、コリントス、アッティカ、ローマ、カルタゴの影響が見られる。おそらくタニト神（en）やバアル神の犠牲とされたと思われる（完全に証明されてはいないが）子供達の墓地であるトフェット（en）もよく知られている。古代の住居跡の多くは、英語とイタリア語のガイド付きツアーで一般に公開されている。

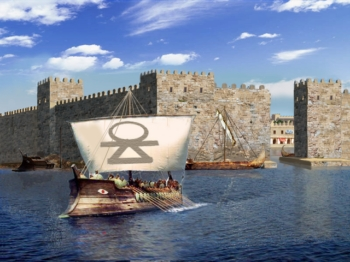
コトン（内港）への入り口の想像図
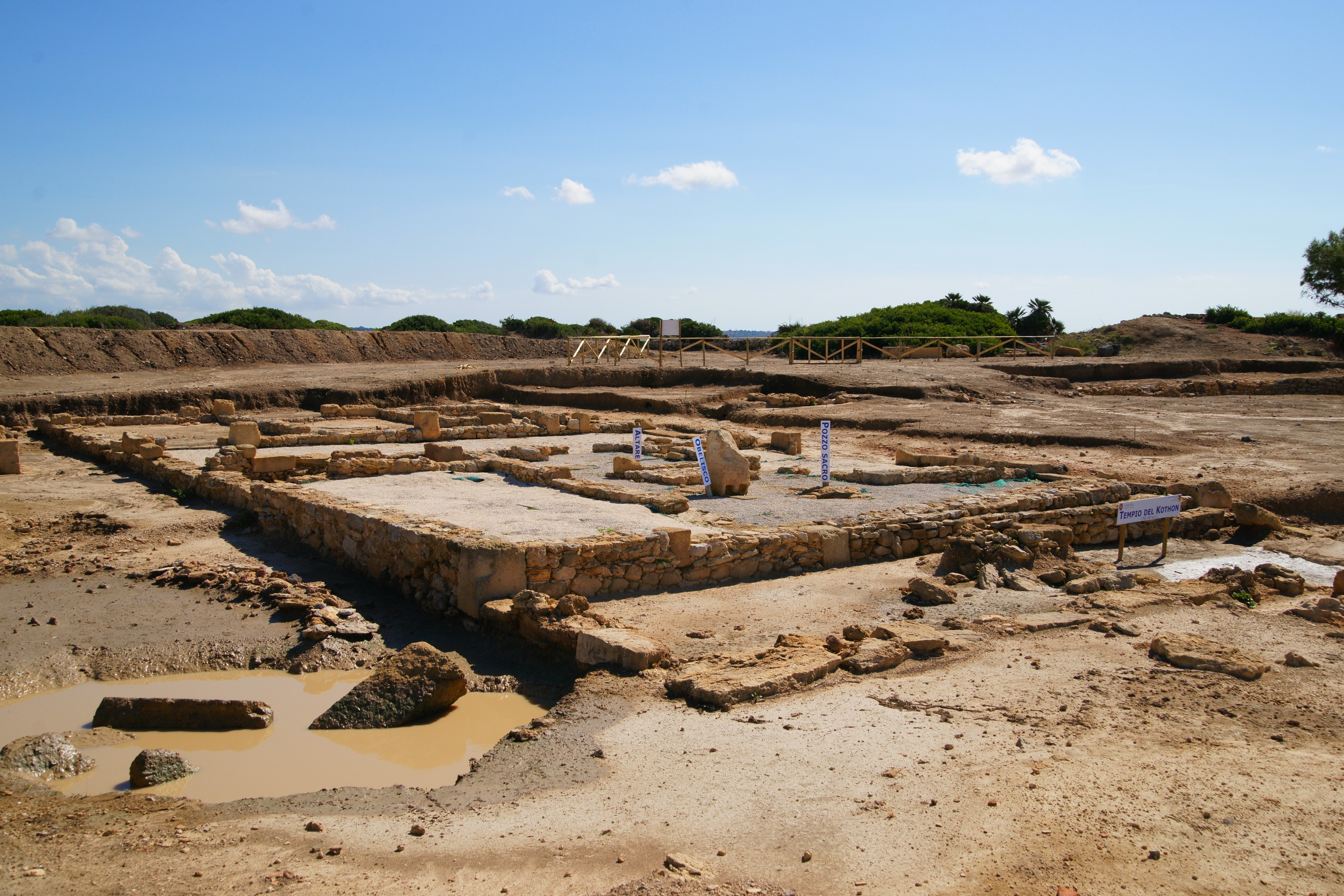
遺跡の一部
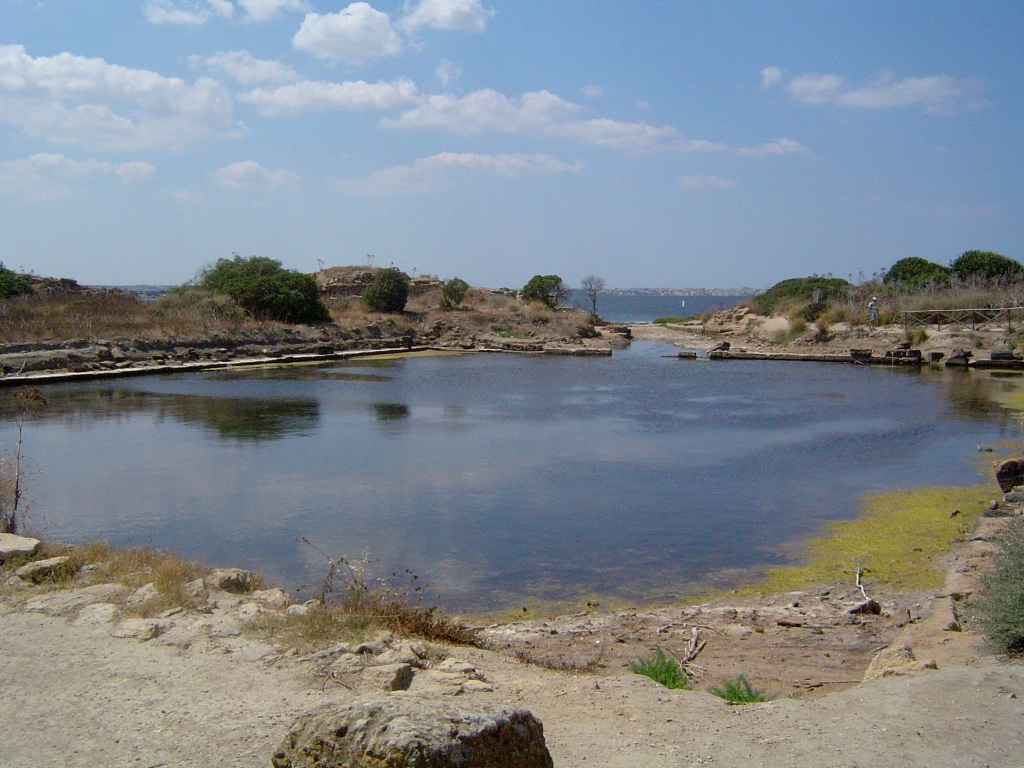
現在のコトン跡
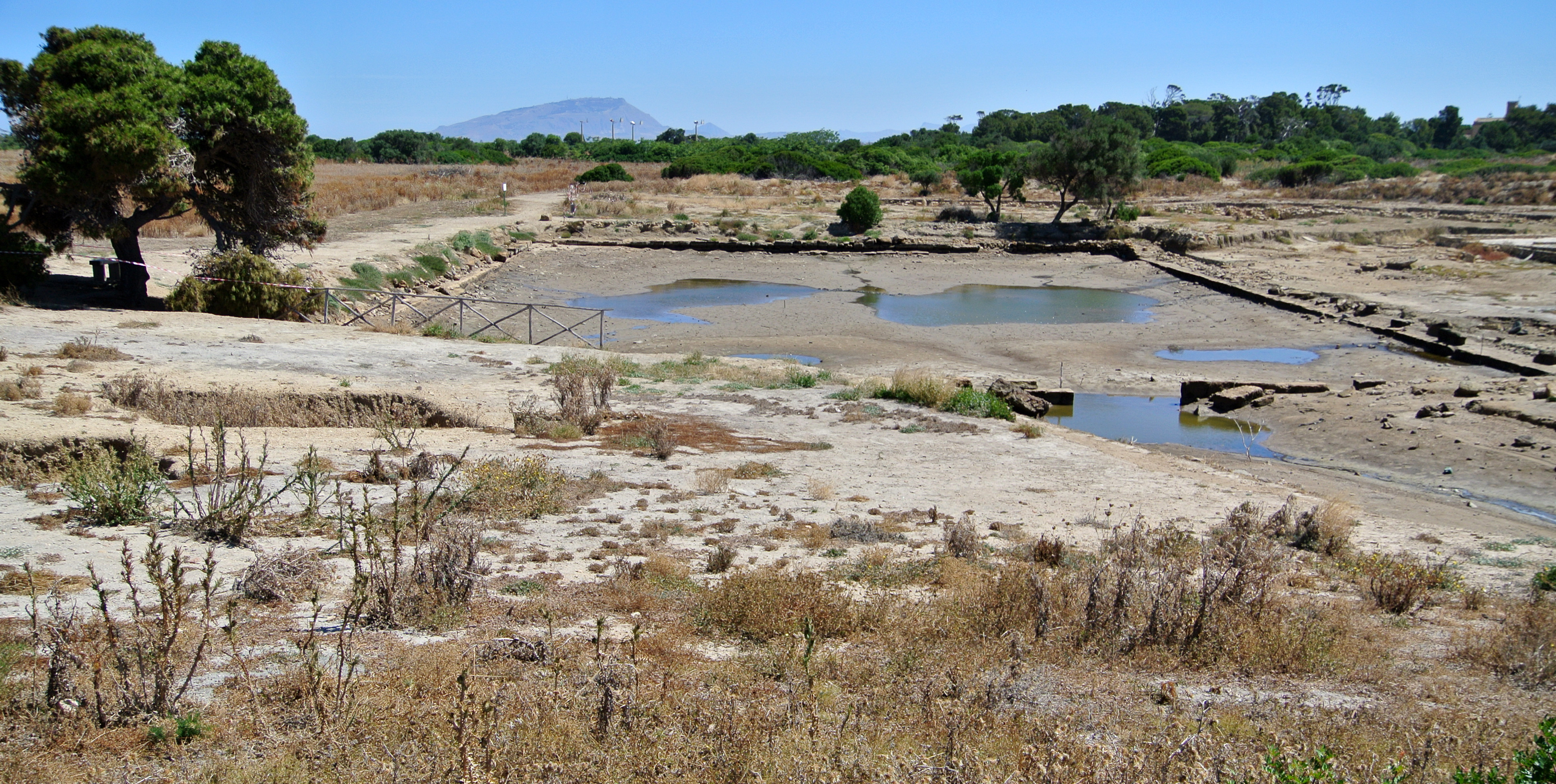
2013年にコトンの水を抜いた状態
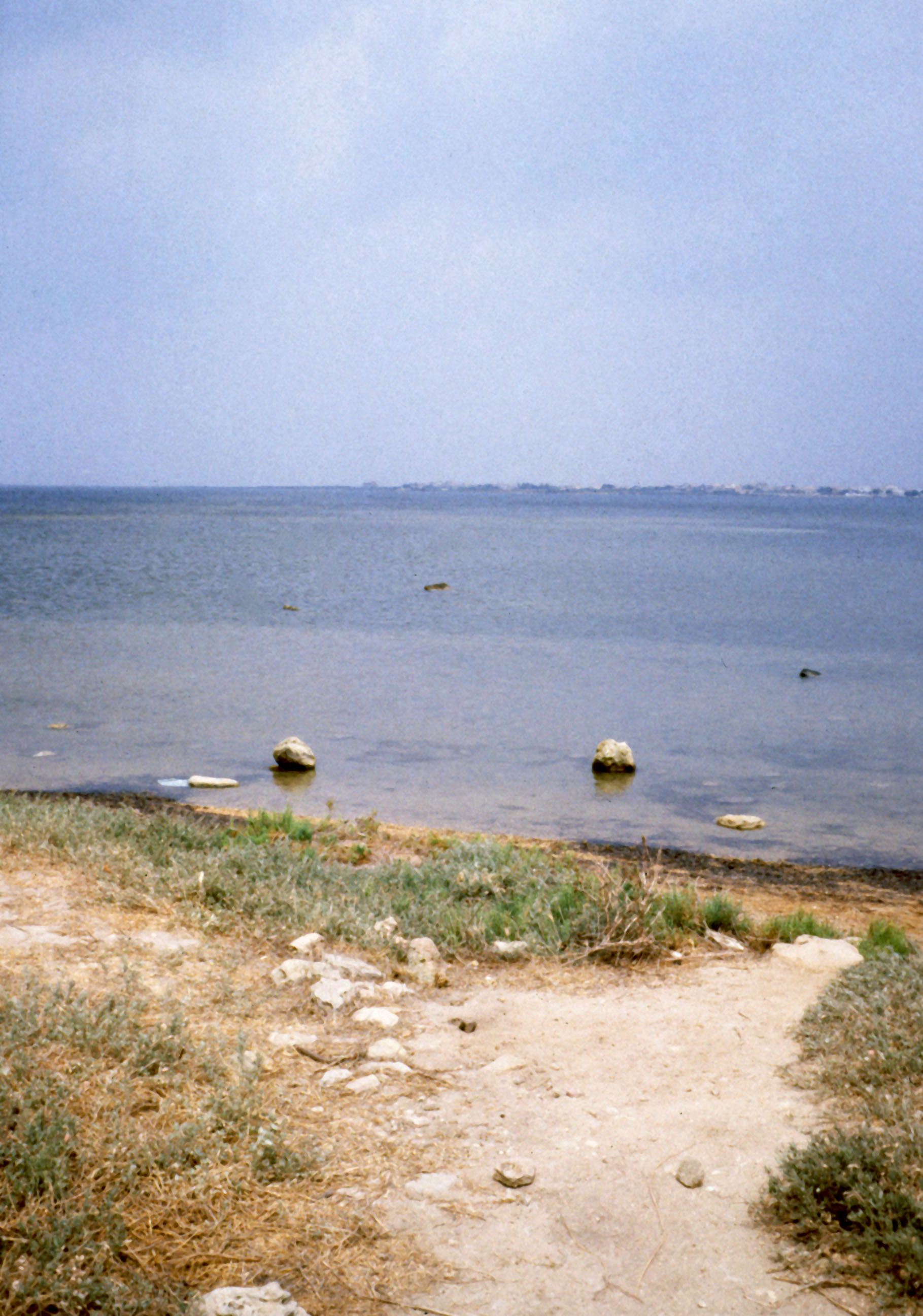
海中の陸橋の跡
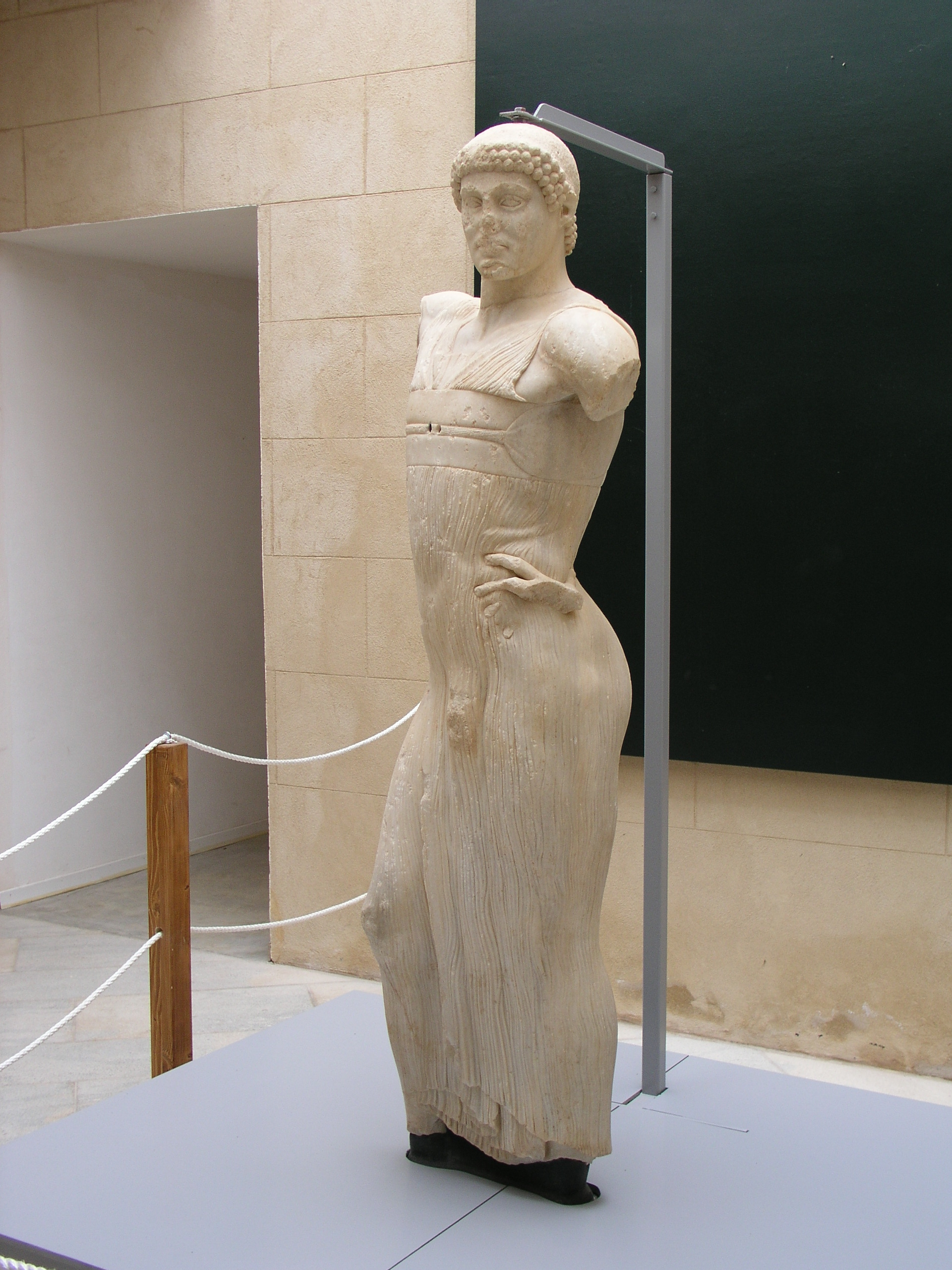
モティアの青年像

## 考古学
美しいモティアの青年像は1978年に発見され、ウィタカー博物館に展示されている。これは珍しい戦車レースの勝者の像で、戦車レースの参加者ということから非常に裕福な人物であったと推定される。この像は、紀元前397年のディオニュシオスのモティア攻撃の前に急遽建設された要塞で発見されている。
その優れた品質から、ペルシア戦争後の時期に、ギリシアの彫刻家によって作られたと思われるが、同時期の他のスタイルとは異なっている。おそらく、紀元前409年から紀元前405年のシケリア遠征時にカルタゴが占領した都市からの略奪品であると考えられている。
2006年3月、城壁の一つでこれまで知られていなかった部屋が発見された。一般にはディオニュシオスによって破壊された後にモティアは放棄された（すなわち、近郊のリルバイオンが中心都市となった）と考えられていたが、実際にはそのかなり後でも街がある程度の繁栄を見せていたことを示している。発掘品には調理皿、フェニキア風の花瓶、祭壇、機織が含まれる。

## 小説
紀元前398年のモティア包囲戦は、米国のSF作家L・スプレイグ・ディ・キャンプの『ヘラクレスの矢』（en）の題材となっている。